# Уилмингтън
Вижте пояснителната страница за други значения на Уилмингтън.
Уилмингтън (на английски: Wilmington) е най-големият град в щата Делауеър, САЩ. Населението на Уилмингтън е 72 876 жители (приблизителна оценка 2006 г.), а общата му площ е 44,10 km². Районът на Уилмингтън е бил заселен първоначално от шведи през 1638 г., които основавали колонията Нова Швеция. Уилмингтън се намира на 49,94 km югозападно от град Филаделфия по река Делауеър.
През 1802 година е основана компанията „ДюПон“, а днес там е едно от двете седалища на най-голямото в света предприятие в химическата промишленост „ДауДюПон“.

## Известни личности
Родени в Уилмингтън
- Кришянис Каринш (р. 1964), латвийски политик
- Нанси Кюри (р. 1958), космонавтка
- Даниел Нейтънс (1928 – 1999), микробиолог
- Джордж Торогуд (р. 1950), музикант
- Елизабет Шу (р. 1963), актриса

Живели в Уилмингтън
- Стефани Куолек (р. 1923), химик, изобретателка на кевлара

## Побратимени градове
- Калмар, Швеция